# آق‌سرای ملکلی‌سی
آق‌سرای ملکلی‌سی (Aksaray Malaklısı) و یا  آق‌سرای قاراباش( Malaklı Karabaş) یک نژاد سگ نگهبان دام بزرگ است  از استان آق‌سرای در ناحیه مرکز آناتولی ترکیه است. 
این نژاد به عنوان یک سگ نگهبان دام به سگ محبوبی در سراسر دنیا تبدیل شده است.  این نوع از سگ توسط فدراسیون سگ ترکیه به رسمیت شناخته شده است. 

## تاریخچه

آق‌سرای ترکیه

اسم  آق‌سرای ملکلی‌سی  از ناحیه  استان آق‌سرای در آناتولی مرکزی نامگذاری شده است، جایی که سنت شفاهی گزارش می دهد که سومریان ۳۵۰۰ سال پیش آن را آورده اند. 
تجزیه و تحلیل ژنتیکی نشان داده است که این نژاد یک نژاد متمایز از سایر نژادهای سگ نگهبان ترک، از جمله کانگال ، آکباش و سگ قارص است .  

انجمن اصلاح نژاد Aksaray Malaklısı ادعا می کند که این نژاد یکی از قدیمی ترین نژادها در جهان است که سابقه ۳۵۰۰ ساله در آناتولی دارد.  

## خصوصیات

### ظاهر
آق‌سرای ملکلی‌سیı معمولا بین  ۷۰ تا ۸۵ سانتیمتر است. در دوران کم  وزنی بین ۶۰ تا ۸۵ سانتیمتر ،  با طول بدن حدود ۷۹ تا ۸۳ سانتیمتر .  معمولاً به رنگ خاکستری با ماسک سیاه است. موهایش کوتاه است سر و گوش‌ها بزرگ، لبها آویزان و دم صاف است.   

### رفتار
این نوع سگ ها فقط از فرامین صاحبش اطاعت می کنند و ممکن است با افراد بیگانه خشن باشند. آنها معمولا کار با سگ های همجنس دیگر را تحمل نمی کنند. 

### سلامتی
طول عمر آنها 13 تا 15 سال است. 

## موارد استفاده
آق‌سرای ملکلی‌سی   در منظقه خود برای محافظت از گله های گوسفند در برابر حیوانات شکارچی به ویژه گرگ استفاده می شود. یک جفت آق‌سرای ملکلی‌سی، نر و ماده، معمولا می تواند از حدود 700-800 گوسفند محافظت کند. 
این سگ ها به عنوان سگ های نگهبان خانگی و سگهای گله محبوبیت جهانی به دست آورده کسب کرده‌اند. 

## مراجع
1. 1 2 3 4  "Turkey's Aksaray Malaklısı used by Assyrians as war dog 2,500 years ago, breeders association says". Daily Sabah (به انگلیسی). 2019-08-04. Retrieved 2023-08-27.
2. ↑  "China's han sheep under protection of Turkish mastiffs". Daily Sabah (به انگلیسی). 2019-09-14. Retrieved 2023-08-27.
3. 1 2 3  "Malaklı". Turkish Dog Federation inc. (به انگلیسی). Retrieved 2023-08-27.
4. ↑  "Turkey's Aksaray Malaklısı guard dog enjoys worldwide popularity". Daily Sabah (به انگلیسی). Retrieved 2023-08-28.
5. Aslım, Gökhan; Sinmez, Çağrı Çağlar (2017). "Aksaray ili folklorunda Aksaray Malaklısı yetiştiriciliği" [Breeding Aksaray Malaklısı in folklore of Aksaray Province] (PDF). Eurasian Journal of Veterinary Sciences. 33 (3): 148–157. doi:10.15312/EurasianJVetSci.2017.151. Retrieved 3 December 2020.
6. Büyükleblebici, Olga (2019). "Determination of Some Serum Biochemical Parameters of Aksaray Malakli Breed of Turkish Shepherd Dog". Turkish Journal of Agriculture - Food Science and Technology. 7 (10): 1678–1681. doi:10.24925/turjaf.v7i10.1678-1681.2806. S2CID 204914784.
7. Ograk, Yusuf Ziya; Öztürk, Nurşen; Akın, Dilara; Özcan, Mustafa (2018). "Comparison various body measurements of Aksaray Malakli and Kangal Dogs". Journal of Istanbul Veterinary Sciences. 2 (3): 86–91. doi:10.30704/http-www-jivs-net.462546. Retrieved 28 April 2021.

الگو:Turkish dogsالگو:Livestock guardians